# Distretto di Mehsana
Il distretto di Mehsana è un distretto del Gujarat, in India, di 1 837 696 abitanti. Il suo capoluogo è Mehsana.
Nel distretto di Mehsana si trova il sito archeologico del Tempio del Sole di Modhera.